# Kol (dinoszaurusz)
A Kol az alvarezsaurida theropoda dinoszauruszok egyik neme, amely a késő kréta korban Mongólia területén élt. Típuspéldánya az Ukhaa Tolgod térségből, a körülbelül 75 millió éves Djadochta-formációból került elő. A feltételezés szerint nagyjából a Shuvuuia méretének kétszeresét érte el. Bár a Shuvuuiához tartozóan több, jó állapotban megőrződött példányt találtak, és az Ukhaa Tolgodot alaposan tanulmányozták, a Kol csak egyetlen teljes lábfej alapján ismert, ami arra utal, hogy aránylag ritkán fordult elő ebben az ökoszisztémában.
A típusfaj, a Kol ghuva neve a mongol köl ('láb') és ghuv-a ('gyönyörű') szavak összetételéből származik. A Kol és a Mei a legrövidebb nevű dinoszaurusz nemekként ismertek.
A típuspéldány (az IGM 100/2011 katalógusszámú lelet) hiányos természete miatt a Kol és a többi alvarezsaurida rokoni kapcsolatait nehéz meghatározni. Azonban a Kol lábfejcsontjai rendkívül arctometatarsaliás állapotúak, a középső lábközépcsontja erősen a két külső közé ékelődött (amit rendszerint a gyors futáshoz való adaptációnak tekintenek az ornithomimosaurusok és a tyrannosauroideák esetében is). Ez arra utal, hogy a Kol az ilyen lábfej felépítéssel nem rendelkezett kezdetleges alvarezsauridáknál, például az Alvarezsaurusnál és Patagonykusnál jóval fejlettebb volt. Valószínűleg közeli rokonságban állt a Mongóliából ismert kortárs fajokkal.

## Fordítás
- Ez a szócikk részben vagy egészben a Kol (dinosaur) című angol Wikipédia-szócikk ezen változatának fordításán alapul.  Az eredeti cikk szerkesztőit annak laptörténete sorolja fel. Ez a jelzés csupán a megfogalmazás eredetét és a szerzői jogokat jelzi, nem szolgál a cikkben szereplő információk forrásmegjelöléseként.